# Trapeang Chour
Trapeang Chour es una comuna (khum) del distrito de Aoral, en la provincia de Kompung Speu, Camboya. En marzo de 2008 tenía una población estimada de 10 705 habitantes.
Se encuentra ubicada al suroeste del país, a escasa distancia al sur del lago Sap (Tonlé Sap), al oeste del río Mekong, al norte de la frontera con Vietnam y al este del golfo de Tailandia.